# パーパク
パーパク（Papak, パフラヴィー語: 𐭯𐭠𐭯𐭪𐭩 Pāpak/Pābag, ペルシア語: بابک Bābak）はサーサーン朝の創設者であるアルダシール1世の父（もしくは継父）であり、パールスの首都であるイスタフルを205年もしくは206年から207年と210年の間に死去するまで支配した。死後に支配権は長男のシャープールに引き継がれた。パーパグ、パーバグ、またはバーバクとも表記される。

## 背景とパールスの国家
イラン高原南西部の地域であるパールス（ペルシスとも呼ばれる）は、イランの民族であるペルシア人の南西方面における故地であった。また、最初のペルシア人の帝国であるアケメネス朝の発祥地でもあった。この地域は、マケドニア王のアレキサンダー大王（在位：紀元前336年 - 紀元前323年）によって征服されるまで帝国の中心地として機能していた。紀元前3世紀末または紀元前2世紀初頭以来、パールスはセレウコス朝の支配下にある地方王権に統治されていた。これらの統治者達は、古代ペルシア語でフラタラカ（指導者、総督、先駆者など様々に解釈されている）と呼ばれる称号を持っていた。この称号はアケメネス朝時代にも存在が確認されている。後にフラタラカのワードフラダード2世（在位：紀元前138年以降）の下で、アルサケス朝パルティアの臣下となった。フラタラカはその後すぐにペルシス王に置き換えられたが、この出来事はパルティア王プラアテス2世（在位：紀元前132年 - 紀元前127年）の即位時に起こった可能性が最も高い。フラタラカとは異なり、ペルシス王はシャー（王）の称号を使用し、おそらくダーラーヤーン朝の名で呼ばれていた新しい王朝の基礎を築いた。

## 出自

### 新ペルシア語とアラビア語の文献

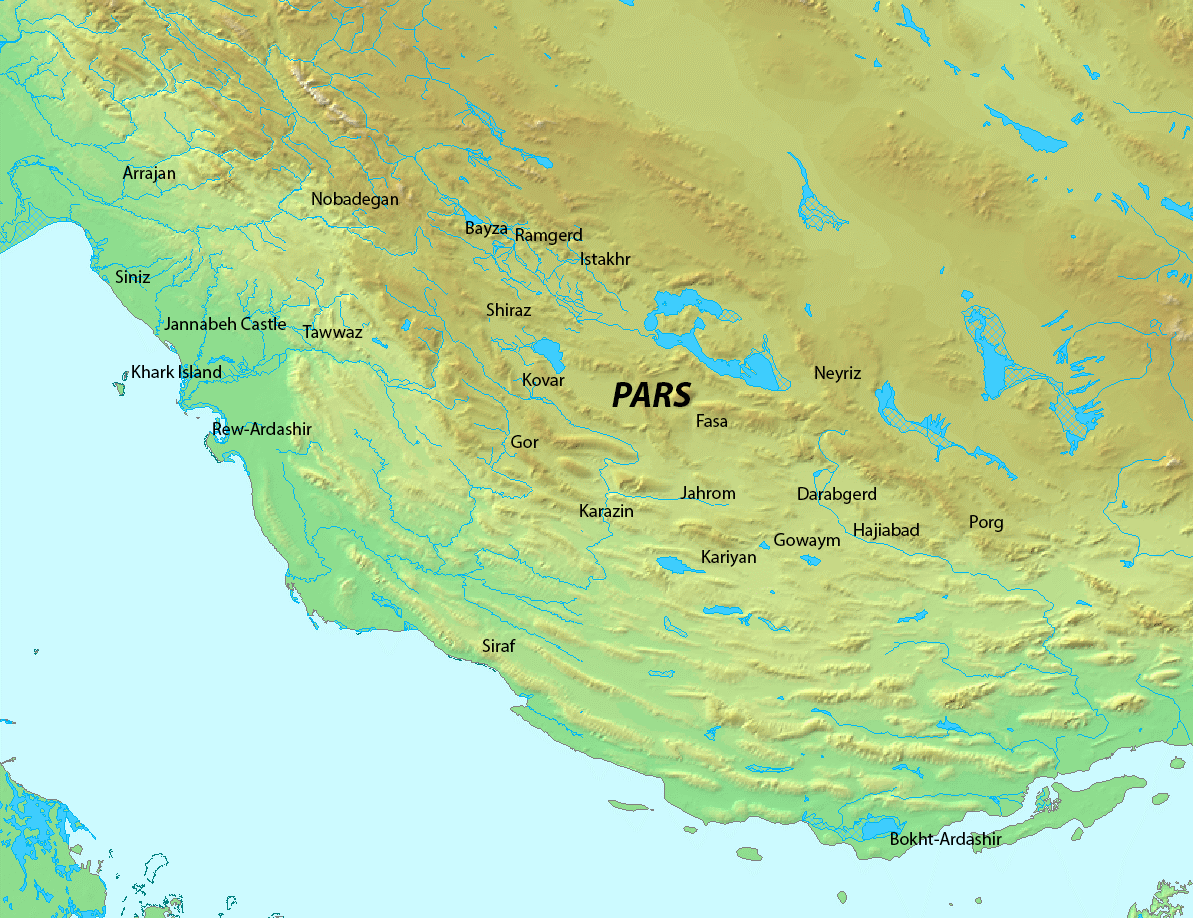
パールスの地図

パーパク、サーサーン、およびサーサーン朝の初代君主であるアルダシール1世（在位：224年 – 242年）の間の関係についてはさまざまな情報源が存在する。中世ペルシアの詩人フェルドウスィー（1020年没）の作である『シャー・ナーメ』（王の書）によれば、サーサーンは神話上の王朝であるカヤーン朝の君主、ダーラー1世、ダーラー2世、カイ・バフマン、エスファンディヤール、およびヴィシュタスパの子孫である。カヤーン朝の一族に属するというサーサーンの主張には、アルダシールがアケメネス朝の記憶を反映した古代カヤーン朝の王たちの子孫であることを正当化する意図が含まれている。
異国からの征服者イスカンダル王の前に統治した最後のカヤーン王ダーラー2世の記述は、実際にマケドニアのアレクサンドロス大王に征服されたアケメネス朝の最後の王ダレイオス3世（在位：紀元前336年 - 紀元前330年）の経歴に相似している。ダーラー2世の息子のサーサーン（「年配者」と呼ばれる）はインドへ逃れ、追放された身のまま亡くなるまでインドで暮らした。彼は同じようにサーサーン（「若年者」と呼ばれる）と名付けられた息子を残し、「息子の家系は4世代にわたって続いた」。同様にサーサーンの名を持った一族の末裔は、パールス地方の支配者であったパーパクに仕えた。パーパクの娘はサーサーンと結婚し、アルダシールという名前の息子を産んだ。その後はサーサーンについてもはや言及されなくなる。このように、シャー・ナーメはサーサーンの先祖がアレキサンダー大王の征服後にインドに居住していたことを示している。この記述は、学者がサーサーンのインドとパルティアとの関連性を指摘するために引用されてきた。
中世ペルシアの歴史家であるタバリー（923年没）によれば、パーパクはサーサーンとパールスの小王国の王家であるバーズランギー家の王女ランビヒシュトとの息子であり、アルダシールの父であると説明している。シャー・ナーメの作者であるフェルドウスィーと同様に、タバリーもサーサーンをパールスにおける外国人であったと説明しているが、フェルドウスィーとは異なりサーサーンの出身地については言及していない。

### 中期ペルシア語の文献
中期ペルシア語（パフラヴィー語）の文書である『パーパクの息子アルダシールの偉業の書』(Kār-Nāmag ī Ardašīr ī Pābagān) は、アルダシールの祖先について次のように述べている。「カヤーン人アルダシール、サーサーンの家系そしてダーラー王の血統パーパクの息子」(ardaxšīr ī kay ī pābāgān ī az tohmag ī sāsān ud nāf ī dārāy šāh)。しかしながら、別の中期ペルシア語の文書である『ブンダヒシュン』は次のような系図を与えている。「アルダシールはパーパクの息子であり、母はウェー・アーフリードの息子であるサーサーンの娘である」(Artaxšahr ī Pābagān kē-š mād duxt ī Sāsān ī Weh-āfrīd)。これはサーサーン朝の起源に関する中期ペルシア語の文献の間における矛盾を示している。双方の情報源はともにパーパクをアルダシールの父と見なしている一方、サーサーンは前者ではアルダシールの祖先、後者では祖父として説明されている。

### ローマとアルメニアの文献
ローマとアルメニアの情報源では異なる説明が見られる。ローマの歴史家アガティアスとゲオルギオス・シンケロスによれば、サーサーンはアルダシールの実の父親であり、パーパクは継父であった。アルメニアの著述家モブセス・ホレナツィとアガサンゲロスも同様にサーサーンをアルダシールの父と呼んでいる。但し、パーパクについては何も言及していない。アガサンゲロスの作品のギリシア語版では、アルダシールは「ササヌスの息子であり、ササヌスは彼の子孫であるペルシアの王家であるサーサーン家の名の由来である」と記されている。

### サーサーン朝の碑文と硬貨
アルダシールは、自身の硬貨の銘文とナクシェ・ロスタムの碑文において、「神聖なる王パーパク」の息子であると主張している。アルダシールの息子で後継者であるシャープール1世（在位：240年 - 270年）は、ナクシェ・ラジャブの碑文において、自身をアルダシール1世の息子でパーパクの孫であると記している。

## 来歴

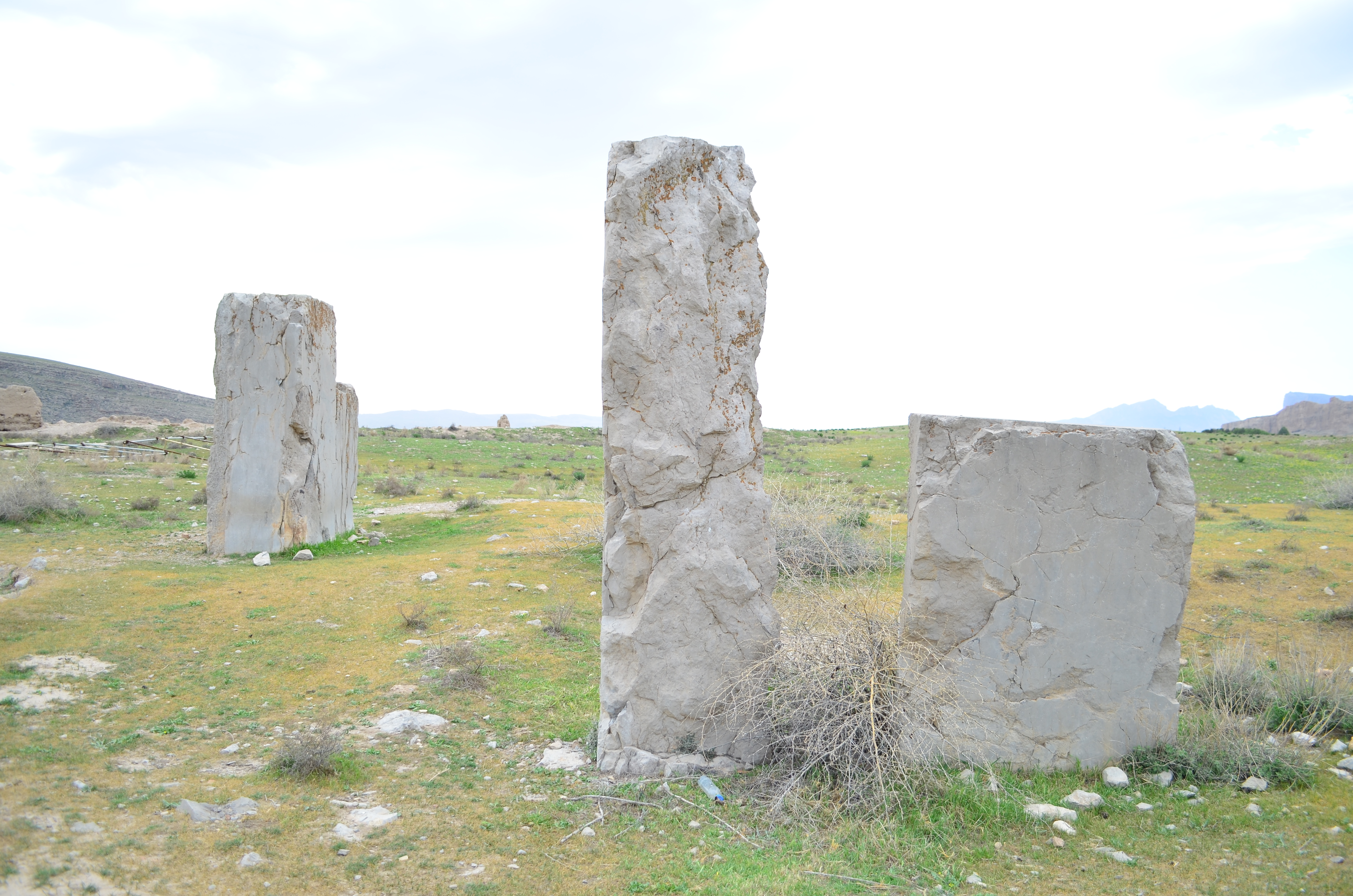
パールスの首都であったイスタフルの遺跡

パーパクは、バフテガン湖の南のヒール地方で小さな公国を支配した。彼はペルシスの首都イスタフルのバーズランギー朝の王であるゴーチフルの家臣であり、ゴーチフルはパルティア王の家臣であった。ゴーチフルの許可を得て、パーパクはアルダシールをダーラーブギルドの要塞に送り、アルダシールは指揮官ティーリーのもとで仕えた。伝えられるところによれば、パーパクはイスタフルのアナーヒター神殿の祭司であり、イランの女神を崇拝する地元のペルシア兵の集結地で働いていた。当時、ヴォロガセス5世（在位：191年 - 208年）によって統治されていたパルティアは、ローマ帝国との戦争、内戦、そして地方の反乱によってこの時期には衰退していた。ローマ皇帝セプティミウス・セウェルス（在位：193年 - 211年）は、196年にパルティアの領土を侵略し、2年後にも同じように侵略した際にはパルティアの首都クテシフォンを略奪した。同じ時期にメディアとパールスでは反乱が発生した。

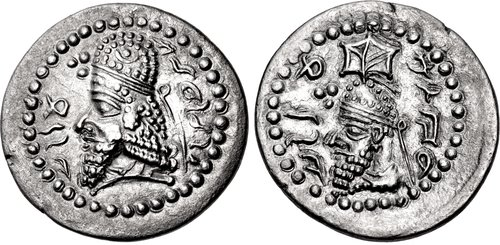
パーパクの息子であるシャープールの下で発行された硬貨。左側がシャープールの肖像、右側（反対側）がパーパクの肖像となっている。

イラン学者のトゥーラジ・ダルヤーイーは、ヴォロガセス5世の治世は「王朝がその威信の多くを失ったという点でパルティアの歴史の転換点」であったと述べている。ペルシスの王は、今では弱体化したパルティアの君主に頼ることができなくなっていた。実際、205年もしくは206年にパーパクは反乱を起こし、ゴーチフルを倒してイスタフルを占領した。タバリーによれば、パーパクが反乱を起こしたのはアルダシールの強い要求によるものであった。しかし、ダルヤーイーはこの主張を考えにくいものとしており、パーパクとシャープールの両者の肖像が刻まれたパーパクの硬貨で立証されているように、実際にはシャープールがパーパクを助けてイスタフルを占領したと述べている。
この頃にパーパクは長男のシャープールを後継者に指名した。ティーリーの死後、ダーラーブギルドの指揮官となっていたアルダシールはこれに強い反感を示した。アルダシールは公然と反抗的な行動を起こしてアルダシール・フワッラへ向かい、そこを要塞化してパーパクの死後に兄のシャープールを攻撃するための準備をした。パーパクは207年から210年の間に自然死し、シャープールが後継者となった。パーパクの死後、アルダシールとシャープールの両者は、「王」の称号とパーパクの肖像を刻んだ硬貨の鋳造を始めた。シャープールの硬貨には「シャープール王陛下」の銘文があり、反対側には「パーパク王陛下の息子」の銘文が刻まれている。しかしながらシャープールの治世は短かったことが判明している。シャープールは211年もしくは212年に不明瞭な状況下で死亡した。こうしてアルダシールはシャープールの後継者となり、ペルシアの残りの地を征服し続け、224年にサーサーン朝を建国した。また、パーパクはアルダシールと結婚したデーナグという名前の娘を残している。